# Viktor Felix Szokalski

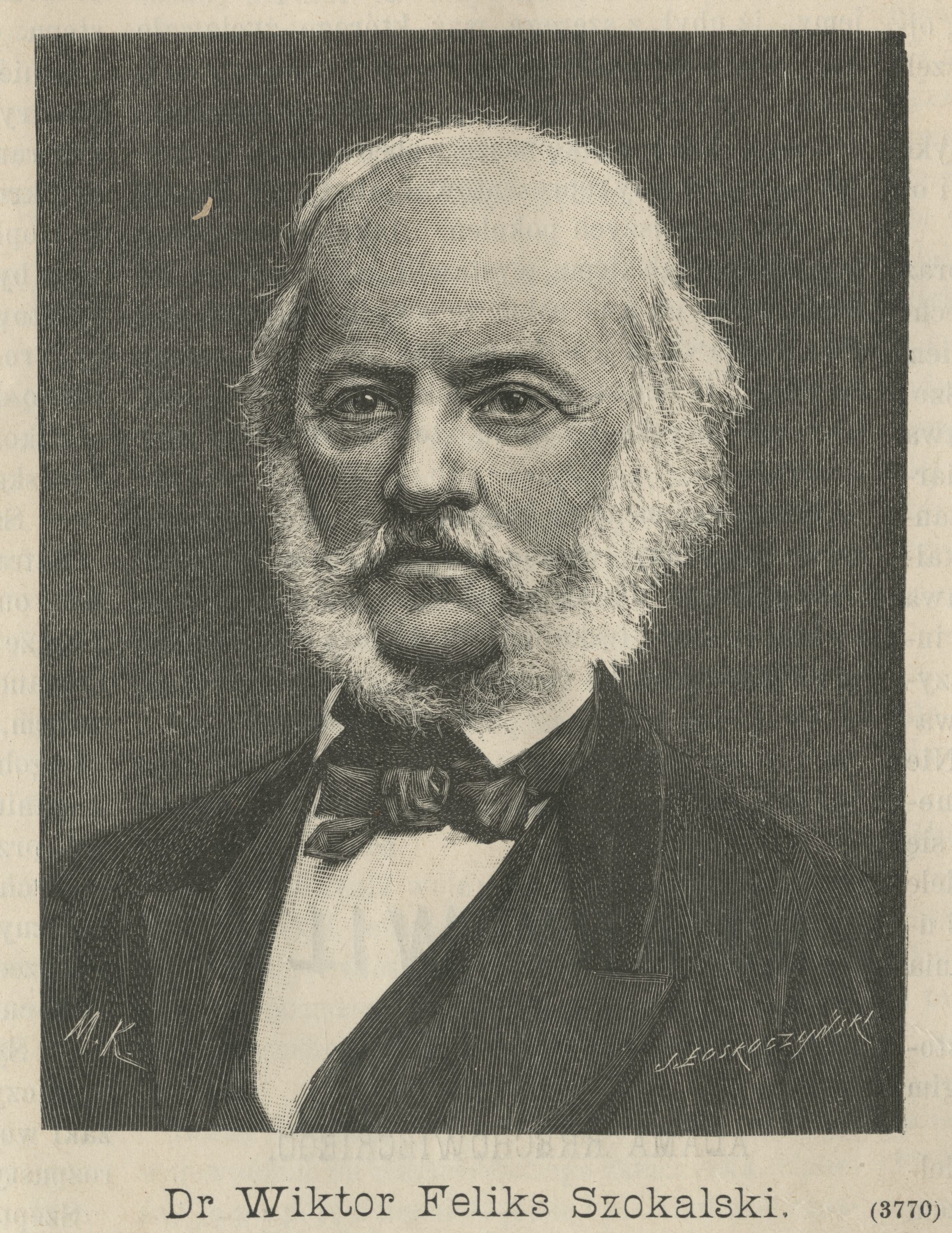
Viktor Felix Szokalski

Viktor Felix Szokalski, poln. Wiktor Feliks Szokalski, (* 15. Dezember 1811 in Warschau; † 6. Januar 1891 ebenda) war ein polnischer Augenarzt und Chefarzt des Warschauer Augeninstituts sowie Verbreiter der Evolutionstheorie und Erforscher der Träume.

## Leben und Werk
Nach seinem Abschluss am Warschauer Lyzeum, wo er als Mitglied eines literarischen Zirkels unter anderem Samuel Gottlieb Linde, Konstanty Gaszyński und Zygmunt Krasiński traf, schrieb er sich am 30. September 1828 an der Medizinischen Fakultät der Universität Warschau ein.
Im Alter von 19 Jahren unterbrach er im dritten Studienjahr sein Studium, um sich als Freiwilliger dem Novemberaufstand anzuschließen. Er diente als Soldat im Akademikerbataillon, der späteren Ehrengarde, und anschließend als Unterarzt des 13. und 17. Linieninfanterieregiments. Für seinen Einsatz als Feldarzt in der Schlacht um Warschau wurde ihm der höchste polnische Militärorden Virtuti Militari verliehen. Die Niederschlagung des Aufstandes zwang ihn, mit Rybińskis Korps die preußische Grenze zu überqueren. Nach mehreren Monaten Aufenthalt in Westpreußen reiste er im Frühjahr 1832 nach Frankreich. Auf dem Weg passierte der Tross neben Leipzig, Jena, Erfurt und Eisenach schließlich das oberhessische Grünberg, wo ihm und seinem Freund Julian Szotarski Stipendien zur Fortsetzung des Studiums durch den Gießener Polenhilfsverein angeboten wurden. Diese Stipendien gingen auf die Initiative des hessischen Landtagsabgeordneten Christian Bansa und des Theologen und Publizisten Friedrich Ludwig Weidig zurück. Szokalski brach daraufhin seine Reise nach Frankreich ab und setzte sein Medizinstudium an der Universität Gießen fort, wo er 1834 als Doktor der Medizin, Chirurgie und Geburtshilfe promovierte. Nach der Promotion zog Szokalski nach Grünberg und arbeitete unentgeltlich in der Praxis des ansässigen Arztes, während er von seinem Warschauer Onkel, dem Maler Antoni Rogozinski, unterhalten wurde. 1835 setzte er seine Studien ohne Immatrikulation an der Universität Heidelberg fort. Nachdem er nach Grünberg zurückgekehrt war, musste er das Großherzogtum Hessen 1836 verlassen, weil er ohne Indigenat nicht in Hessen praktizieren durfte, und zog nach Paris.
In Paris wurde er 1837 Assistent von Professor Frédéric Jules Sichel in dessen Privatklinik. Um sein deutsches Diplom zu bestätigen, musste er auch an einer französischen Universität studieren und erneut den Doktortitel der Medizin erwerben, den er 1839 an der Universität von Paris erwarb. Ab 1840 lehrte er in Paris Augenheilkunde. Er publizierte und übersetzte wissenschaftliche Texte für deutsche und französische Zeitschriften. Seinen 1840/41 erschienenen Essay Sur les sensations des couleurs dans l’état physiologique et pathologique de l’oeil widmete er dem hessischen Großherzog Ludwig II. 1844 wurde er Arzt im siebten Arrondissement von Paris. Er schrieb wissenschaftliche Artikel für französische und deutsche Zeitschriften.
Szokalski engagierte sich politisch in den Kreisen der polnischen Emigration. Zunächst zählte er zum Kreis der Vereinigten Polnischen Emigration (Zjednoczenie Emigracji Polskiej) um Joachim Lelewel. Ab 1843 verkehrte er im Kreis um Fürst Adam Jerzy Czartoryski und das Hôtel Lambert, wo er auch in Kontakt mit Adam Mickiewicz und Juliusz Słowacki kam. Aktiv wurde er unter anderem als politischer Schriftsteller in der Parteizeitung der Czartoryski „Der dritte Mai“ (Trzeci Maj). In Paris heiratete er die aus Gießen stammende Louise Langsdorf und unterhielt regen Kontakt zu deutschen medizinischen und intellektuellen Kreisen in Paris. Er wurde Gründungsmitglied und von 1844 bis 1848 Vorsitzender der Deutschen Medizinischen Gesellschaft in Paris.
Ende 1847 zog Szokalski nach Alice Sainte Reine in Burgund. Dort übernahm er unter Mithilfe von Fürst Czartoryski die Leitung des Krankenhauses und kümmerte sich um polnische Invaliden, während er als zugleich als Arzt an der Bahnstrecke Paris–Lyon arbeitete. Auf Geheiß des Fürsten Czartoryski brach er 1848 in dessen Auftrag in politischer Mission als Beobachter ins Rheinland auf und berichtete von der Frankfurter Nationalversammlung. Nach seiner Rückkehr nach Frankreich wirkte er ab 1851 als Arzt in Savigny.
Seine wissenschaftlichen Verdienste und seine Bekanntheit in der medizinischen Gemeinschaft führten dazu, dass ihn die Medizinische Fakultät der Jagiellonen-Universität in Krakau 1850 auf den neu geschaffenen Lehrstuhl für Augenheilkunde berief. Die seit dem Krakauer Aufstand zuständigen österreichischen Behörden stimmten dieser Ernennung allerdings nicht zu.
1853 erhielt er die Erlaubnis, nach Warschau zurückzukehren. Erneut musste er sich einer medizinischen Prüfung unterziehen und seine vorherige Ausbildung anerkennen lassen, um das Recht zum Praktizieren im russländischen Reich zu erlangen. Der Ärzterat des Königreichs Polen erkannte den Doktorgrad an, und das Ophthalmologische Institut stellte ihn als beratenden Arzt ein. Bald wurde er ordentlicher Arzt und 1858 Chefarzt. Ein Jahr zuvor war er Sekretär der Warschauer Ärztegesellschaft geworden und hatte diese Position bis zu seinem Tod inne. 1859 war er Dozent für Physiologie an der Medizinisch-Chirurgischen Akademie in Warschau. 1862 wurde Szokalski Professor für Augenheilkunde an der aus der Akademie entstandenen medizinischen Fakultät der Warschauer Hauptschule.
Neben mehreren einschlägigen medizinischen Handbüchern (insgesamt über 200 Arbeiten auf Polnisch, Deutsch, Französisch und Russisch) veröffentlichte er in den Jahren 1861 bis 1863 in zwei Bänden das fast tausend Seiten umfassende Buch Phantastische Sinnessymptome, das ihn zu den Vorläufern des Konzepts des Unbewussten zählen lässt. Zugleich bewegte sich Szokalski in Warschau in intellektuellen und literarischen Kreisen und unterhielt Kontakte zur deutschsprachigen Gesellschaft. Er wurde mit der älteren Schule innerhalb der polnischen Schule der Medizinphilosophie identifiziert. Wie Henryk Fryderyk Hoyer behandelte er die damalige Medizinphilosophie als antimetaphysische positivistische Reaktion und als spezifische Naturphilosophie. Insgesamt war Szokalski Mitglied in über 30 wissenschaftlichen Gesellschaften, unter anderem wurde er am 1. Mai 1857 unter der Präsidentschaft von Christian Gottfried Daniel Nees von Esenbeck mit dem akademischen Beinamen Woolhousius unter der Matrikel-Nr. 1805 als Mitglied in die Kaiserliche Leopoldino-Carolinische Deutsche Akademie der Naturforscher aufgenommen.
Szokalskis Ruhestätte befindet sich auf dem Powązki-Friedhof (Parzelle 3-21-22/6).

## Ehrungen
- Goldenes Kreuz des Ordens Virtuti Militari
- 1880 bis 1891 Ehrenmitglied der Posener Gesellschaft der Freunde der Wissenschaften.[6]
- Leopoldina
- 1893 wurde zu seinen Ehren eine Erinnerungstafel in der St.-Alexander-Kirche in Warschau enthüllt.[7]

## Schriften (Auswahl)
- Phantastische Sinnesmanifestationen. T. 1. Träume, Gespenster und Wahnvorstellungen, Krakau: Buchhandlung von D. E. Friedlein 1861.
- Phantastische Sinnesmanifestationen. T. 2. Träume, Krakau: Buchhandlung von D. E. Friedlein 1863.
- Der wissenschaftliche Stellenwert von Ciołek (Witellion) in der mittelalterlichen Optik, „Atheneum“ 1877.
- Der Ursprung und die Entwicklung der Mentalität in der Natur, Warschau: Księgarnia E. Wende i Sp. 1885.

## Sekundärliteratur
- Maciej Iłowiecki: Geschichte der polnischen Wissenschaft. Warschau: Interpress 1981.
- Jan Zamojski: Warum es sich immer noch lohnt, polnisches philosophisches und medizinisches Denken zu erforschen, in: Polnische Schule der Medizinphilosophie. Vertreter und ausgewählte Quellentexte, hg. v. Michał Musielak und Jan Zamojski, Wydawnictwo Naukowe Uniwersytetu Medyczne im K. Marcinkowskiego w Poznaniu, Poznań 2010.